# Jorge Bodanzky
Jorge Bodanzky (São Paulo, 1942) é um cineasta, roteirista e fotógrafo brasileiro, filho de austríacos.
Ingressou na Universidade de Brasília em 1964 (Faculdade de Arquitetura), estudando com Athos Bulcão, Luiz Humberto e Amélia Toledo, entre outros. Com o golpe militar e o fechamento da UNB em 1965, foi para a Alemanha, formou se  na Escola de Ulm (Institut für Filmgestaltung an der Hfg Ulm), dirigida por Alexander Kluge. 
Começou sua carreira como repórter fotográfico para o Jornal da Tarde, Donauzeitung Ulm, O Estado de S. Paulo e as  revistas Manchete e Realidade, e na agência Maitiry, com Fernando Lemos. É pai da também cineasta Laís Bodanzky.

## Cinema
Como diretor e câmera,  realizou documentários e filmes com Hector Babenco, Antunes Filho, Maurice Capovilla, José Agripino de Paula e Reinhard Kahn, entre outros.
Sua estreia como diretor de cinema foi com o documentário Iracema - Uma Transa Amazônica em 1974, o seu mais conhecido e premiado filme, considerado um marco no cinema documental que denunciava a questão, até então obscura, da devastação da floresta e do modelo equivocado de ocupação. Produzido para a ZDF da Alemanha, foi censurado por seis anos no Brasil. Foi um mais premiados da década em festivais nacionais e internacionais. A partir daí, Bodanzky passou a se dedicar aos temas sobre o meio ambiente, realizando longa-metragens e, documentários para as televisões brasileira, alemã, francesa e italiana, como diretor, fotógrafo e produtor. Além disso, realizou vários outros trabalhos nesta área para o Ibama, UNESCO, governo do Amapá e Parque Nacional do Itatiaia (RJ). 
Outros filmes foram Gitirana (1976), em produção com a ZDF; Jari (1980), assim como Os Mucker (1978), também foram realizados em coprodução com a ZDF, O Terceiro Milênio (1982); Igreja dos Oprimidos (1986); A Propósito de Tristes Trópicos (1990), para a FR3 da França; No Meio do Rio, Entre as Árvores (2010).
Seus últimos trabalhos são os documentários Pandemonium, Transanarquia e Sociologia da Crise, todos de 2011, produzidos para a CPFL
Seu acervo fotográfico analógico foi adquirido pelo Instituto Moreira Salles (IMS) em 2013.

### Filmografia[8]
Diretor e roteirista
- 1971 - Caminhos de Valderez
- 1974 - Iracema - Uma Transa Amazônica
- 1975 - Gitirana
- 1978 - Jakobine/Os Mucker
- 1979 - Jari
- 1980 - O terceiro milênio
- 1982 - Amazônia, o Último Eldorado
- 1985 - Igreja dos oprimidos
- 1985 - Especial O tempo e o vento
- 1986 - Ensaiando Brecht
- 1987 - Igor, uma aventura na Antártica
- 1988 - Universidade Quadrangular
- 1990 - A Propósito de Tristes Trópicos
- 1991 - Surfista de trem
- 1991 - Flor do amanhã
- 1991 - Noés da Amazônia
- 1991 - Caça a baleia branca
- 1995 - Série Ecovídeo
- 2002 - Brasília, a utopia inacabada
- 2005 - Navegaramazônia - Uma viagem com Jorge Mautner
- 2005 - Era uma vez Iracema
- 2009 - No meio do rio, entre as árvores
- 2010 - Pandemonium
- 2011 - Transanarquia
- 2011 - Sociologia da crise
- 2013 - Luar de Via Sônia
- 2014 - Família
- 2014 - Sapiens Demens
- 2015 - Zuza, o Homem de Mello
- 2015 - Photo Assis, o clique único de Assis Horta
- 2019- Série para HBO Transamazônica uma estrada para o passado
- 2019- Ruivaldo o homem que salvou a Terra
- 2020- Utopia / Distopia
- 2022- Amazônia a Nova Minamata?
- 2024- As cores e amores de Lore
- 2025- Um olhar inquieto: o cinema de Jorge Bodanzky

Fotógrafo
- À margem do concreto (2005, de Evaldo Mocarzel)
- Nur Fliegen ist schwerer (1986 Reinhard Kahn)
- Compasso de Espera ( 1973, Antunes Filho)
- O fabuloso Fittipaldi (1973, de Hector Babenco e Roberto Farias)
- O picapau amarelo (1973, de Geraldo Sarno)
- Eterna esperança (1971, de João Batista de Andrade e Jean Claude Bernardet)
- Hitler e o Terceiro Mundo (1969 José Agripino)
- O profeta da fome (1970, de Maurice Capovila
- Gamal, o delírio do sexo (1970, de João Batista de Andrade)

Exposições de fotografia
8 Bienal de São Paulo 1965
Galeria Astreia  coletiva SP 1968
Festival de fotografia de Tiradentes  2015
Paris photo 2017
MIS  "No meio do rio entre as árvores"   SP  2017
Caixa econômica "In natura" SP 2017
Espaço Itau "Brasília"  SP 2017
"Notas de um Brazil Profundo" Belém 2022
IMS "Que país  é este?" SP 2024
Foto festival Solar Fortaleza IMS Que pais é este?  2024
Casa SEVA São Paulo 2025
Museu Nacional da República Brasília , IMS Que pais é este? 2025

## Atividades acadêmicas
- Professor de fotografia e câmera  na ECA, USP 1969/71
- Professor-titular de cinema  na Fundação Álvares Penteado FAAP 1972/76
- Professor de cinema e vídeo na UNICAMP 1986/87
- Professor  conveniado no CPCE UNB (Universidade de Brasília) 1988

## Multimídia
- CD-ROM Amazônia, um fantástico universo MMA, UNESCO, WWF  (1996)
- CD-ROM Brasil anos 60 - Uma câmera na mão e uma idéia na cabeça - Riofilme (1996)
- CD-ROM  Rio de Janeiro 500 anos, Arquivo da Prefeitura do Rio de Janeiro (1999)

## Trabalhos para a Internet
- UNESCO / MINC Sítios Históricos Brasileiros (1996)
- Site do IBAMA (1997)
- Site do Parque Nacional do Itatiaia (1997)
- Site do estado do Amapá (1997)
- Amazonlife - Enciclopédia  da Amazônia (1997)
- Navegaramazônia (2002-2010)
- TV Navegar (2010)
- Drops da Marcia (2011)
- Revista Zum coluna Jorge Bodanzky https://revistazum.com.br/autor/?autor=Jorge+Bodanzky

## Principais prêmios
- Primeiro lugar de fotografia no Concurso Internacional Asahi Pentax (1971)
- Prêmio Coruja de Ouro para  O profeta da fome  (1971)
- Prix Georges Sadoul França para Iracema, uma transa amazônica (1975)
- Grimme Preiss para Iracema, uma transa amazônica (1976)
- Grimme Preiss para O Terceiro Milênio (1983)
- Melhor direção no   para 0s Mucker (1979)
- Melhor filme no  para Iracema] (1980)
- Prêmio Margarida de Prata para Igreja dos Oprimidos (1983 )
- Cinéma du Réel para O Terceiro Milênio (1983)
- 4º Amazonas Film Festival - Prêmio do público de melhor documentário com o filme Navegaramazônia - uma viagem com Jorge Mautner (2007)
- 5º Festival Internacional de Cine y Medio Ambiente de México - Prêmio de melhor documentário com o filme No meio do rio, entre as árvores (2012)
- Festival de cinema de Brasília - Premio especial do juri para Utopia Distopia (2020)
- Grande Premio do cinema Brasileiro para Transamazônica uma Estrada para o Passado (2022)
- Mostra São Paulo  premio Humanidade (2022)
- Festival de Brasília homenageado ( 2022)
- Festival Filmambiente melhor filme, melhor direção para Amazônia a nova Minamata? (2024)
- Festival de cinema de Santos ,menção honrosa para As cores e amores de Lore  (2025)